# 흥남비료연합기업소
흥남비료공장(興南肥料工場)은 조선민주주의인민공화국의 최대 비료공장이다. 흥남비료련합기업소(興南肥料聯合企業所)라고 부른다.
흥남은 일제가 대규모 질소비료 공장을 건설하면서 조성된 함흥 남쪽의 항구도시이다. 해방 이후 한국의 최대 비료공장이었다. 분단이 되면서 북조선은 일방적으로 남한에 대한 비료공급을 중단했다. 남한은 자력생산이 가능해지기 전까지 화학비료를 전량 수입했다.
일제는 도쿄대 이화학연구소에서 원자폭탄을 개발했다. 그러나 1945년 3월 도쿄 대공습으로 더 이상의 연구가 어려워지자, 연구진은 흥남비료공장을 건설하면서 세운 함경남도 흥남에서 원폭 개발을 계속한다. 1945년 8월 12일 흥남 앞바다에서 섬광과 버섯 구름을 동반한 폭발이 있었다.  이것이 원폭인지는 확실하지 않다.

## 개요
일제강점기부터 있던 공장으로 6.25 전쟁으로 파괴된 시설을 중국의 지원을 받아 복구하였다.
1980년대 중반 노후화된 유산 공정에 대한 개건 공사를 비롯 메탄올 생산공정 건설 등을 통해 가동율 제고를 모색하였으며 특히 1989년부터 1993년까지 진행된 공사를 통해 무연탄 가스화에 의한 암모니아 합성법이 도입됨으로써 물전해에 비해 전력을 1/4밖에 쓰지 않을 뿐만 아니라, 탄산가스가 다량으로 발생하여 요소 생산의 기본 원료로 사용할 수 있게 된 것으로 알려진 바 있다.
90년대 중반이후 소위 고난의 행군 기간을 거치면서 생산이 극히 부진하였고 물전해 공정 현대화와 갈탄 가스화에 의한 암모니아 합성 공정이 다시 추진된 것으로 보아 상기에 언급한 공정들이 실제로는 제대로 완공되지 못한 것으로 보인다.

## 개건 현대화 과정[2]
90년후반부터 건설 지휘부를 조직하여 농유산 생산 공정 건설과 비료 생산 계통 현대화 공사를 추진하기 시작하였으며 함흥 화학 설계 사업소, 과학원 함흥 분원 등
의 기술 지원 하에 2002년 11월 기존 비료 계통의 입상화탑을 완전 개조하는 등 상기공사를 완공하고 준공식을 진행하였다.
2005년부터는 원료 생산의 첫공정인 물 전해 공정, 질안탑 등 나머지 비료 생산 계통의 개건 작업을 진행하였다.
합성 직장의 4천마력 압축기 기술 개조를 통해 많은 혼합 가스를 압축하여 대형합성탑에 보낼 수 있게 하였으며 물 전해 공정 현대화에 가장 중점을 두었는데 기존 단극식 물 전해조를 복극식 전해조로 교체하기 위한 공사를 추진하였다.
이를 위해 극판 구멍 가공을 위한 불꽃 방전반과 고무 바킹 생산용 프레스를 제작하고 도금조를 수십개 설치하는 등 60여 대의 설비 제작과 생산 건물 공사를 진행하였다.
이와 함께 급수 직장의 물 펌프장과 물 연화장 등을 새로 건설하고 합성 직장의 대형탑 증기 발생기 대보수를 진행하여 2007년 8월에 새로 개건된 비료 생산 공정의 조업식을 개최하였다.
2009년 2월 김정일의 기업소 방문을 계기로 갈탄 가스화에 의한 비료생산 1계열 및 2계열 공사가 추진되었다.
1계열공사는 가스 발생 공정, 가스 청정 공정, 질소 생산 공정 등을 추가 설치하는 것으로 단천광업건설연합기업소, 설비조립연합기업소, 화학건설연합기업소 등이 참여하에 1.5만 입방 대형 산소 분리기, 9만 입방 원심 압축기, 무게 수백톤의 암모니아 합성탑과 응축 분리탑 등을 건설하고 물 전해 공정과 가스화 공정의 CNC화를 완성하였으며 이 과정에서 김정일이 대형 산소 분리기와 대형 원심 압축기 기일내 완성, 조달을 위해 룡성기계연합기업소과 이 기업소 건설장을 전례없이 번갈아 방문 설비제작과 공사를 독려 했다고 하며 이 공사가 완공되면 매년 30만 톤의 비료를 생산할 수 있는 전망이 열렸다고 하였다.
2011년 11월 2년 반만에 공사를 완료하고 조업식을 개최하였다.
2계열 공사는 제2가스 발생로, 메탄올 생산 공정, 유탁 염화 비닐 생산공정 등을 건설하는 것으로 2009년 9월경부터 1계열 공사가 진행되고 있는 가운데 착수되었다.
메탄올 공정은 기존 건물과 설비를 들어내고 새로 설치하고 건축 공사를 진행하였으며 대형 송풍기와 응축 분리탑 동제, 합성탑 본체, 산소 분리기, 2호 가스 발생로 제작을 진행하였다.
2012년 12월 메탄올 생산 공정을 완공하고 유탁 염화 비닐 생산 공정을 완공, 생산을 개시하였다.
2013년 8월 상기 메탄올 공정 준공식을 개최하였으며 이 과정에서 기업소와 룡성기계연합기업소의 노동자는 100여 개의 부분품과 수천개의 부속품들을 자체로 제작하여 압축기 2대를 원상 복구하는 등 맡은 설비, 장치물들을 손색없이 제작 조립하였다고 한다.
이와 함께 대형암모니아 합성탑과 대형 압축기들에 대한 보수를 진행하였고 요소 직장에서의 전년에 비해 요소 비료 생산을 훨씬 늘렸다고하였으나 구체적인 생산실적이나 성과 등에서 대해서는 보도되지 않았다.

## 연표
- 1927년 - 조선질소비료주식회사 흥남공장 설립
- 1930년 - 일제가 흥남 질소비료 공장 준공. 황산암모늄 매년 48만톤 생산.
- 2000년 8월 - 1992년 북조선 경제팀을 이끌고 서울을 방문했던 김달현 북조선 부총리가 자살했다. 흥남비료공장 노동자들이 울었다고 알려졌다. 김달현 부총리는 김일성가의 인물로서, 김일성의 각별한 신임을 받았던 경제통이었으며, 북조선 식량난의 핵심원인은 흥남비료공장이라면서 정상화를 시도하다 김정일의 눈 밖에 났고, 결국 자살했다.
- 2008년 2월 - 김대중, 노무현 정부는 10년간 북조선에 매년 1조 원 상당의 지원을 해 왔는데, 이명박 정부가 출범하면서 이를 중단했다. 지원이 보류된 남한의 쌀 40만 톤과 비료 30만 톤은 북조선의 식량 부족분 100만 톤에서 150만 톤의 효과가 있다. 이에 따라 북조선은 최대 비료공장 흥남공장에 대한 가동률을 높이는 것이 매우 중요하게 되었다. 남한은 북조선 주민들을 살린다는 명목하에 매년 1조 원 어치 식량을 지원했는데, 2006년에 북조선이 남한 주민들을 대량 학살한다는 명목의 핵실험을 하면서, 남한 내 여론이 매우 나빠졌고, 다음해 치러진 대선에서 정권이 교체되었다.
- 2008년 8월 12일 - 북조선 농업 전문가인 한국농촌경제연구원 권태진 박사는 남한이 매년 지원하던 비료 35만톤이 중단되어 북조선이 큰 타격을 입을 것으로 예상했다. 북조선은 퇴비 등을 이용한 유기질비료로 임기응변을 하려고 하지만, 이는 화학비료보다 성분이 10%도 되지 않기 때문에 곡물 생산 효율성이 크게 떨어진다. 북조선에 매년 필요한 화학비료는 155만 톤인데 사용량은 필요량의 절반이며, 이마저 사용량의 70%를 남한 비료에 의존해 왔다.(북조선비료 15만톤, 남한비료 35만톤) 북조선의 비료공장들은 1960년대 이전에 건설돼 시설이 낡은데다 전력난까지 겹쳐 가동률이 10-20% 수준에 머무는 것으로 알려졌다.
- 2009년 2월 7일 - 북조선의 김정일 국방위원장이 흥남비료연합기업소를 방문했다. 신공법인 석탄 가스화 공정의 도입을 통한 비료 증산을 독려하기 위해서다. 남한의 비료공장 관계자는 남한의 나프타 가스화 공법과 북한의 석탄 가스화 공법을 각각 휘발유차와 목탄차에 비유하면서 "아마 중국에서 널리 사용되는 석탄 가스화 공정을 도입해 암모니아를 생산, 요소비료를 생산하려는 게 아닌가?" 추정했다.
- 2009년 8월 12일 - 일본 조총련 기관지 조선신보는 2012년까지 북조선이 흥남비료연합기업소와 남흥청년화학연합기업소의 석탄가스화시설을 전면가동하여 비료 100만 톤에 쌀 1000만 톤을 생산할 목표라고 보도했다. 이러한 전망은 "질소비료 1 톤을 쓰게 되면 쌀이 10 톤 나온다."는 1:10의 원칙에 따른 것이라고 신문은 설명했다. 대략적으로, 2500만명인 북조선은 매년 500만톤 정도의 곡물을 소비하며, 생산량은 400만톤이다. 부족분 100만톤 1조원어치는 매년 남한에서 지원해 주었다.
- 2010년 6월 16일 - 일본 조총련 기관지인 조선신보는 "현재 함경북도 흥남비료련합기업소에서도 갈탄가스화공정이 건설 중에 있다"고 보도했다. 한반도의 토양은 매우 척박하여 석유를 이용한 화학비료를 사용해야 대규모 쌀 생산이 가능하다. 화학비료가 고기라면 유기질비료는 채소라고 한다. 그러나, 북조선은 석유를 수입하지 못해 북조선 내부에 풍부한 갈탄(석탄)을 가스화 하여 비료를 생산하는 공법을 개발 중이다.

## 같이 보기
- 흥남 철수 작전
- 남해화학 - 흥남비료공장이 조선민주주의인민공화국의 최대 비료공장인 반면에, 대한민국의 최대 비료공장은 남해화학이다. 1977년 동양 최대 규모로 전라남도 여천에 건설되었다. 2008년 12월 10일 대검찰청 중앙수사부는 박연차 태광실업 회장이 남해화학을 인수하기 위해 로비를 한 정황을 포착했다고 밝혔다.
- 프리츠 하버 - 독일 화학자 프리츠 하버는 질소비료를 개발했다. 오늘날 세계인구가 섭취하는 단백질의 1/3이 질소비료에서 나온다.
- 남흥청년화학연합기업소
- 석탄 가스화 공정